# ウァディモ湖の戦い (紀元前310年)
第一次ウァディモ湖の戦い（だいいちじウァディモこのたたかい）は、紀元前310年に発生した、共和政ローマとエトルリアの間の戦闘であり、両者の戦闘としては最大のものと言われている。ローマが勝利し、エトルリアでの領土と影響力を得た。エトルリア軍は莫大な損害を蒙り、これまでのような栄光を取り戻すことは二度と出来なかった。
紀元前283年にも同じ場所でローマとエトルリアが戦い、やはりローマが勝利した。

## 参考資料
1. ↑  http://www.mysteriousetruscans.com/posts/TT29MM1.html - Velthur Valerius translated by Camitlnas Tullius